# الخريبة (محافظة ضباء)
الخريبة قرية من قرى محافظة ضباء في منطقة تبوك في السعودية، تقع غرب تبوك على ساحل البحر الأحمر والتي تقع اليوم ضمن مدينة نيوم.